# 司法法制部
司法法制部（しほうほうせいぶ、英語：Judicial System Department）は、法務省の内部部局の一つであり、法務省大臣官房に置かれている。

## 概要
司法法制部は、2001年1月6日に、法務省大臣官房に設置された法務省の内部部局である。1952年8月の法務省設置時に大臣官房に設置された調査課が、1958年5月に大臣官房司法法制調査部に改組され、2001年に司法法制部と改称された。司法制度に関する企画及び立案、司法試験制度に関する企画及び立案、法令及び法務に関する資料の整備及び編纂、法制審議会の庶務、国立国会図書館支部法務図書館、統計、日本司法支援センターの組織及び運営、外国法事務弁護士、債権管理回収業の監督、裁判外紛争解決手続の業務の認証などを所掌している。

## 組織
- 司法法制部長[4]
  - 司法法制課長[4]
    - 司法法制課補佐官（課長補佐）[5]
    - 司法法制課法務専門官（法務専門職）[5]
    - 企画調査官[6]
      - 企画調査官補佐
      - 企画調査官付

    - 資料調査官[7]
      - 資料調査官補佐
      - 資料調査官付

    - 翻訳官（翻訳職）

  - 審査監督課長[4]
    - 審査監督課補佐官（課長補佐）[5]
    - 審査監督課法務専門官（法務専門職）[5]
    - 総括債権回収検査官

  - 参事官（2人）[3]
  - 部付